# San Juan Comalapa
San Juan Comalapa, Comalapa – miasto w południowej Gwatemali, w departamencie Chimaltenango, leżące w odległości 18 km na północny zachód od stolicy departamentu. Miasto jest siedzibą władz gminy o tej samej nazwie, która w 2012 roku liczyła 42 933 mieszkańców. Gmina jest niewielka a jej powierzchnia obejmuje 76 km², leżące w centralnej części Sierra Madre de Chiapas.
San Juan Comalapa bywa nazywane "Florencją Ameryki", ze względu na wielu malarzy Kaqchikel, mieszkających w tym mieście (jednym z bardziej znanych jest Paula Nicho Cumez). Jest to również miejsce urodzenia Rafaela Álvareza Ovalle, który skomponował hymn narodowy Gwatemali. Tradycja malarska rozpoczęła się w latach 30. XX wieku, kiedy to malarz Kaqchikel Andrés Curruchich zaczął malować olejem. Jego kreatywność została zauważona i doceniona, dzięki czemu zaczął pokazywać swoją sztukę w Stanach Zjednoczonych i osiągnął międzynarodowy sukces. Dziś w San Juan Comalapa jest około 500 malarzy, a większość z nich nadal używa technik Curruchiche. Malarze ci poświęcają się malowaniu kostiumów, doświadczeń życiowych i tradycji indyjskich miasteczek.